# 잠들면 떠나주오
"잠들면 떠나주오"는 1971년에 공개된 대한민국의 영화이다.

## 배역
- 최남현
- 황정순
- 김지미
- 신영균
- 문희